# Česká volejbalová extraliga mužů 2021/2022
Česká volejbalová extraliga mužů 2021/2022 (Uniqa extraliga mužů) byl 30. ročník samostatné české soutěže ve volejbale mužů.
Základní část měla 12 účastníků, kteří hráli každý s každým doma a venku 22 zápasů. Do play-off postoupilo 10 nejlepších týmů. Sedmý s desátým a osmý s devátým hráli předkolo, a prvních šest týmů postoupilo přímo do čtvrtfinále. Poslední tým po základní části hraje baráž s vítězem 1. ligy.

## Tabulka po základní části
| Poř. | Tým                        | Záp. | Sety  | Body |
| ---- | -------------------------- | ---- | ----- | ---- |
| 1.   | VK ČEZ Karlovarsko         | 22   | 61:17 | 56   |
| 2.   | VK Jihostroj Č. Budějovice | 22   | 60:21 | 55   |
| 3.   | VK Euro Sitex Příbram      | 22   | 49:30 | 46   |
| 4.   | VK Lvi Praha               | 22   | 53:32 | 44   |
| 5.   | Kladno volejbal cz         | 22   | 50:35 | 43   |
| 6.   | AERO Odolena Voda          | 22   | 43:37 | 35   |
| 7.   | SK Volejbal Ústí n. Labem  | 22   | 41:40 | 34   |
| 8.   | VK Dukla Liberec           | 22   | 38:43 | 28   |
| 9.   | Volejbal Brno              | 22   | 36:49 | 26   |
| 10.  | VK Ostrava                 | 22   | 25:54 | 17   |
| 11.  | Black Volley Beskydy       | 22   | 20:60 | 10   |
| 12.  | VSC Fatra Zlín             | 22   | 7:65  | 2    |

## Předkolo
SK Volejbal Ústí n. Labem - VK Ostrava 2:1
VK Dukla Liberec - Volejbal Brno 2:0

## Vyřazovací boje

### Čtvrtfinále
VK ČEZ Karlovarsko - VK Dukla Liberec 3:0
VK Jihostroj Č. Budějovice - SK Volejbal Ústí n. Labem 3:0
VK Euro Sitex Příbram - AERO Odolena Voda 1:3
VK Lvi Praha - Kladno volejbal cz 3:2

### Semifinále
VK ČEZ Karlovarsko - AERO Odolena Voda 3:0
VK Jihostroj Č. Budějovice - VK Lvi Praha 1:3

### O 3. místo
VK Jihostroj Č. Budějovice - AERO Odolena Voda 2:1

### Finále
VK ČEZ Karlovarsko - VK Lvi Praha 3:2

## Konečná tabulka
| Pořadí | Tým                        |
| ------ | -------------------------- |
| 1.     | VK ČEZ Karlovarsko         |
| 2.     | VK Lvi Praha               |
| 3.     | VK Jihostroj Č. Budějovice |
| 4.     | AERO Odolena Voda          |
| 5.     | VK Euro Sitex Příbram      |
| 6.     | Kladno volejbal cz         |
| 7.     | SK Volejbal Ústí n. Labem  |
| 8.     | VK Dukla Liberec           |
| 9.     | Volejbal Brno              |
| 10.    | VK Ostrava                 |
| 11.    | Black Volley Beskydy       |
| 12.    | VSC Fatra Zlín             |

## Soupisky mužstev
VK ČEZ Karlovarsko: Fišer Martin, Houda Filip, Ihnát Jakub (SVK), Indra Patrik, Keemink Wessel (NIZ), Kočka Martin, Patočka Vojtěch, Pfeffer Daniel, Římal Daniel, Štatský Matěj, Vašina Lukáš, Wiese Lukasz (POL), Wilson Marc Major (KAN), Zajíček Adam
VK Jihostroj Č. Budějovice:De Amo Miguel Angel (ŠPA), Brichta Tomáš, Juračka David, Emmer Matěj, Jindra Martin, Koranda Matěj, Kriško Michal, Kryštof Martin, Mach Radek, Licek Martin, Michálek Petr, Piskáček Ondřej, Polák Josef, Sedláček Oliver, Schouten Casey Adam (KAN), Stoilovič Filip (SRB), Šulista Daniel
SK Volejbal Ústí n. Labem: Baláž Radek, Beer Martin, Kasan Jan, Kobolka Ivo, Koloušek Matěj, Kořínek Jiří, Lank Matouš, Pospíšil Jan, Šídlo Jan, Srb Jiří, Suda Radek, Tibitanzl Martin, Van Solkema Rik (NIZ), Vemič Milos(SRB), Vodvárka Jan, Zeman Matouš
Black Volley Beskydy: Jelen Dominik, Motyčka Jakub, Muroň Ondřej, Provazník Adam, Mečiar Marek (SVK), Koloušek Matěj, Prokůpek Tomáš, McLain Ian (USA), Benda Jiří, Kristian Tomáš, Míšek Tomáš, Částečka Filip, Heřman Vojtěch, Malík Jakub, Perry Marek
VSC Fatra Zlín: Adamec Jiří, Bednařík Matyáš, Čechmánek Michal, Čeketa Lukáš, Gálik Jakub, Kozák Adam, Lamri Karim (MAR), Michalčík Matyáš, Obdržálek David, Pavlovský Martin, Šulc Radim, Toman Ladislav, Varous Jakub, Viceník Adam, Vodička Michael